# Metro de Tel-Aviv
El metro de Tel-Aviv és un sistema de metro pesat previst per a l’àrea metropolitana de Tel-Aviv. Complementarà les línies de ferrocarril suburbà de Tel-Aviv i Israel per proporcionar una solució de transport ràpid per a la ciutat.

## Història
La idea del metro pesat va néixer el 2015 al ministeri israelià de finances, passant per alt el ministeri de transports. La justificació del ministeri era que la idea del ferrocarril lleuger no seria suficient per satisfer les necessitats de transport de Tel-Aviv per a la dècada del 2020, quan es van completar les primeres línies. S'han proposat moltes alternatives en els debats interns. Aleshores, al Ministeri de Transports va sorprendre la idea.
A principis de 2016, els dos ministeris van acordar un pla general que comprenia tres de les set línies de metro lleuger previstes, a més de tres noves línies de metro. El setembre de 2016, l'empresa governamental NTA (acrònim en hebreu de Urban Transportation Lines) va llançar una convocatòria per a un estudi de viabilitat de les línies de metro. S’estima que el cost final de totes les línies oscil·larà entre els 130 i el 150 mil milions de NIS.
El juliol de 2018, NTA va publicar una convocatòria per a la planificació de les tres línies de metro. El juliol de 2018, McKinsey va presentar al govern israelià un informe sobre els aspectes financers del projecte.
El 15 d'abril de 2019, el Comitè Nacional d'Infraestructures aprova el traçat de les tres línies de metro.

## Línies planificades
Es preveu que la construcció comenci cap al 2024-2026.
| Línia | Distància | Trajecte |
| ----- | --------- | --- |
| M1    | 73        | Ra'anana – Herzliya – Ramat HaSharon – Northern Tel Aviv – Tel Aviv University – Bavli – Ayalon Highway (Tel Aviv) – Yigal Allon Street – Kiryat Shalom – Central Holon – Central Rishon LeZion – Ness Ziona – Rehovot – Bilu Junction ou Kfar Saba – Hod HaSharon – IWI Ramat HaSharon – Kiryat Atidim and Ramat HaHayal – Tel Aviv University – Bavli – Ayalon Highway (Tel Aviv) – Yigal Allon Street – Kiryat Shalom – Central Holon – Rishon LeZion Old Industrial Zone – Tzrifin – Be'er Ya'akov – Ramla – Lod |
| M2    | 32        | Bat Yam – Southern Holon – Holon Industrial Zone – Azor – Or Yehuda – Sheba Medical Center – Kiryat Ono – Ramat Siv and Kiryat Aryeh – Northeast Tel Aviv – Glilot – Herzliya Pitu'ah |
| M3    | 25        | Wolfson Medical Center – Central Tel Aviv – HaKirya – Nahalat Yitzhak – Giv'atayim – South Bnei Brak – Bar Ilan University – Giv'at Shmu'el – Petah Tikva – Giv'at HaShlosha – Rosh HaAyin |